# Shakedown Street
Shakedown Street ist das zehnte Studioalbum der Band Grateful Dead.

## Geschichte
Das Album wurde am 15. November 1978 von Arista Records veröffentlicht.
Als Producer für dieses Album konnte der Bandleader von Little Feat, Lowell George, gewonnen werden, der ein halbes Jahr nach der Veröffentlichung an einem Herzinfarkt sterben sollte. George wurde als Nachfolger von Keith Olsen verpflichtet, von dem sich die Band trennen wollte.
Jerry Garcia äußerte sich in einem Interview, dass sie George wählten, da sie jemanden wollten, der die Mechanismen einer Band kennt. Bill Kreutzmann ging sogar soweit und verglich George mit einem Bandmitglied, da er als erfahrener Musiker selber zur Gitarre griff und mitspielte, wenn er meinte, dass Songs nicht gut seien und geändert werden müssten.
Die Aufnahmen des Albums mussten für die Ägyptentournee unterbrochen werden, bei der die Band auch bei den Pyramiden von Gizeh spielten. Obwohl dieser Auftritt, bedingt durch das Umfeld, als legendär angesehen wird, war er musikalisch eher enttäuschend. Nach dieser Tour wurden Auftritte in den Vereinigten Staaten abgesagt, damit man das Album rechtzeitig zur späteren USA-Tour veröffentlichen konnte. Da George zu diesem Zeitpunkt keine Zeit hatte, wurde die Produktionsarbeit durch John Kahn vollendet.
Als Singles wurden zuerst Good Lovin/Stagger Lee und 1979 Shakedown Street/France ausgekoppelt.
Gilbert Shelton, Erfinder der Comicreihe The Fabulous Furry Freak Brothers und wichtiger Vertreter des Underground Comix, war für das Albumcover zuständig.
Das erste Mal erschien das Album 1990 auf CD, bevor 2004 eine überarbeitete Version der sechs Lieder und sechs Zusatzlieder von Rhino Records für das Boxset Beyond Description (1973-1989) auf den Markt gebracht wurde, die dann auch 2006 als einzelne CD veröffentlicht wurden.

## Erfolge
In den Billboard Charts erreichte das Album den Platz 41.
Am 4. Juli 1987 erreichte das Album den Goldstatus.

## Titelliste

### 1978 LP

#### Seite 1
1. „Good Lovin'“ (Rudy Clark, Arthur Resnick) – 4:15
2. „France“ (Mickey Hart, Robert Hunter, Bob Weir) – 4:03
3. „Shakedown Street“ (Jerry Garcia, Hunter) – 5:00
4. „Serengetti“ (Hart, Bill Kreutzmann) – 2:00
5. „Fire on the Mountain“ (Hart, Hunter) – 3:46

#### Seite 2
1. „I Need a Miracle“ (John Perry Barlow, Weir) – 3:36
2. „From the Heart of Me“ (Donna Godchaux) – 3:23
3. „Stagger Lee“ (Garcia, Hunter) – 3:25
4. „New Minglewood Blues“ (traditionelles Lied) – 4:12
5. „If I Had the World to Give“ (Garcia, Hunter) – 4:50

### Bonus 2004
1. „Good Lovin'“ – 4:56
2. „Ollin Arageed“ (live) (Hamza El Din) – 6:30
3. „Fire on the Mountain“ (live) – 13:43
4. „Stagger Lee“ (live) – 6:39
5. „All New Minglewood Blues“ (live) – 4:34